# Plan (kommunhuvudort)
Plan är en kommunhuvudort i Spanien.   Den ligger i provinsen Provincia de Huesca och regionen Aragonien, i den nordöstra delen av landet, 400 km nordost om huvudstaden Madrid. Plan ligger 1 123 meter över havet och antalet invånare är 311.
Terrängen runt Plan är huvudsakligen bergig, men den allra närmaste omgivningen är kuperad. Plan ligger nere i en dal. Runt Plan är det mycket glesbefolkat, med 3 invånare per kvadratkilometer. Närmaste större samhälle är Benasque, 15,4 km öster om Plan. I omgivningarna runt Plan växer i huvudsak barrskog.